# Avril Lavigne
Avril Ramona Lavigne (ur. 27 września 1984 w Belleville w prowincji Ontario) – kanadyjska piosenkarka pop-rockowa, gitarzystka, autorka tekstów, kompozytorka, producentka muzyczna, a także projektantka mody, filantropka i aktorka. Na scenie muzycznej zaistniała w 2002 roku, wydając swój debiutancki album Let Go. W 2006 Canadian Business Magazine umieścił ją na siódmym miejscu najbardziej wpływowych Kanadyjczyków w Hollywood. Sprzedała na całym świecie ponad 90 milionów egzemplarzy swoich płyt.

## Życiorys

### Pochodzenie
Posiada kanadyjski i francuski paszport, jej ojciec jest Francuzem. Pomimo identyfikacji narodowościowej jako francusko-kanadyjskiej, języka francuskiego zaczęła się uczyć w wieku 28 lat.

### Dzieciństwo i początki kariery
Urodzona w Belleville, Ontario w rodzinie Judy (z domu Loshaw) i Johna Lavigne – gospodyni domowej i pracownika firmy telekomunikacyjnej. Ma starszego brata Matta oraz młodszą siostrę Michelle. Gdy miała pięć lat jej rodzina przeniosła się do pobliskiego miasteczka Napanee, w którym dorastała. W dzieciństwie interesowała się hokejem, baseballem i jazdą na deskorolce, a marzyła o zostaniu policjantką. W wieku dziesięciu lat dała pierwszy solowy występ w chórze kościelnym. Od tego czasu zaczęła kształcić się w kierunku muzycznym. Kiedy miała dwanaście lat samodzielnie nauczyła się gry na gitarze. Jej ojciec urządził w ich domowej piwnicy małe studio nagraniowe, wyposażone w mikrofon, perkusję, keyboard i gitary. W wieku czternastu lat napisała swoją pierwszą piosenkę, która nazywała się „Can’t Stop Thinking About You” i opowiadała o jej młodzieńczej miłości.
W roku 1999 została finalistką radiowego konkursu, w wyniku czego zaśpiewała z Shanią Twain jej utwór „What Made You Say That”, w Ottawie. W trakcie występu zauważył ją Stephen Medd – lokalny wykonawca muzyki folk, który zaproponował jej występ w swoim albumie – The Quinte Spirit, w utworze „Touch the Sky”. Po roku przerwy ponownie nawiązała z nim współpracę, nagrywając kolejne dwa utwory – „Two Rivers” oraz „Temple of Life”, wydane na następnej jego płycie – My Window to You. W 2000 roku jej ówczesny menadżer – Cliff Fabri namówił ją na wyjazd do USA i współpracę z amerykańską wytwórnią płytową – Arista. Piętnastominutowy występ przed przedstawicielami wytwórni wystarczył na podpisanie kontraktu na nagranie dwóch następnych albumów. Prace nad albumem rozpoczęto. Początkowo muzyka Lavigne miała być utrzymana w stylu folkowym, takim jak jej pierwsze utwory. Stwierdziła jednak, że ten styl do niej nie pasuje i nie może śpiewać cudzych piosenek. Po pewnym czasie wyznała, że pisze własne utwory. Materiał zaczęto nagrywać na nowo, według jej zamysłu. Nawiązała współpracę z zespołem The Matrix oraz Clifem Magnessem, z którymi napisała większą część utworów na płytę.

### 2002-03:Let Go
4 czerwca 2002 roku wydała swój pierwszy album – Let Go. Płytę promowano singlem „Complicated”. Innymi rozpoznawalnymi utworami z płyty stały się także single „Sk8er Boi”, „I’m with You” oraz „Losing Grip”. Album jest utrzymany w charakterystycznym dla piosenkarki, pop-rockowym stylu z wyraźnymi wpływami muzyki rockowej. Płyta sprzedała się w ponad szesnastu milionach egzemplarzy – zdobywając przy tym sześciokrotnie status platynowej w USA, co uczyniło Lavigne najlepiej sprzedającą się artystką 2002 roku. Dodatkowo, w USA album dotarł na drugą pozycję w notowaniu Billboard 200, a w Wielkiej Brytanii, Kanadzie i Australii stał się numerem jeden. W Wielkiej Brytanii 17-letnia wówczas piosenkarka stała się najmłodszym artystą, któremu udało się zdobyć pierwsze miejsce w notowaniach. Debiutancki singiel wokalistki, „Complicated” zadebiutował na 1 miejscu w Australli oraz na 2 pozycji w Stanach Zjednoczonych. Stał się jednym z najlepiej sprzedających się singli kanadyjskich artystów. Kolejne single, „Sk8er Boi” oraz „I’m with You” znalazły się w pierwszej dziesiątce na notowaniach w USA. Dzięki sukcesom swoich trzech pierwszych singli, Lavigne stała się drugim artystą w historii, którego aż trzy single z debiutanckiego albumu stały się numerem jeden. Na gali MTV Video Music Awards w 2002 roku, wraz z teledyskiem do utworu „Complicated” zdobyła tytuł Najlepszego nowego artysty. Podczas Juno Awards w 2003 zwyciężyła aż w czterech kategoriach (z sześciu nominacji).
W styczniu 2003 roku, piosenkarka wyruszyła w swoją pierwszą trasę koncertową – Try To Shut Me Up Tour. Podczas trasy wykonywała wszystkie utwory z debiutanckiego albumu oraz covery – „Knockin’ on Heaven’s Door” Boba Dylana i „Basket Case” zespołu Green Day, a także utwór „I Don’t Give”, będący stroną B singla „Complicated”. Z tej trasy pochodzi pierwsze DVD koncertowe wokalistki – My World. W 2002 roku wystąpiła także w teledysku do piosenki „Hundred Million” zespołu Treble Charger. Podczas gali MTV’s Icon w 2003 roku zaśpiewała utwór „Fuel” w hołdzie dla zespołu Metallica. W 2003 jej wizerunku użyto w grze The Sims: Gwiazda.

### 2004-05:Under My Skin
25 maja 2004 roku wydany został drugi album piosenkarki – Under My Skin. Pierwszym singlem pochodzącym z płyty był utwór „Don’t Tell Me”. Wielkimi przebojami okazały się kolejne dwa single – „My Happy Ending” i „Nobody’s Home”. Jako czwarty singiel promocyjny wydano także utwór „He Wasn’t”. Płyta wyróżnia się w całej dyskografii artystki rockowym, cięższym brzmieniem. Album zadebiutował na szczytach list przebojów w takich krajach jak Wielka Brytania, Kanada, Stany Zjednoczone, Australia, Meksyk i Japonia. W USA i Wielkiej Brytanii album sprzedał się w ponad dziesięciu milionach egzemplarzy. Większość utworów na płycie Lavigne napisała wraz z kanadyjską artystką Chantal Kreviazuk, która nauczyła ją też gry na pianinie. Producentami albumu są Don Gilmore, Raine Maida oraz Butch Walker. Singiel przewodni „Don’t Tell Me” dotarł na szczyt list przebojów w takich krajach jak Argentyna i Meksyk. Znalazł się też w pierwszej piątce w Wielkiej Brytanii i Kanadzie. Utwór „My Happy Ending” stał się hitem numer jeden w Meksyku. Sukces odniósł też w Wielkiej Brytanii, Kanadzie i Stanach Zjednoczonych. Trzeci singiel, „Nobody’s Home” stał się kolejnym światowym hitem, jednak szczyt na notowaniach osiągnął tylko w Argentynie i Meksyku. Piosenka „He Wasn’t” osiągnęła sukces w Wielkiej Brytanii i Australii. W Stanach Zjednoczonych utwór nie został wydany.
W 2004 roku wyruszyła w krótką trasę Live and By Surprise Tour, w trakcie której występowała w centrach handlowych w wybranych miastach w USA i Kanadzie. Podczas koncertów towarzyszył jej gitarzysta jej koncertowego zespołu i zarazem przyjaciel – Evan Taubenfeld. Zagrali łącznie dwadzieścia jeden koncertów, wykonując akustyczne wersje piosenek z albumu. Pod koniec 2004 roku wyruszyła w swoją pierwszą światową trasę Bonez Tour, która trwała cały następny rok. Podczas trasy powstało kolejne DVD piosenkarki Live at Budokan. Podczas tej trasy wokalistka zagrała w katowickim Spodku. Był to jej pierwszy koncert w Polsce. Podczas World Music Awards w 2004 zwyciężyła w dwóch kategoriach – Najlepszy pop-rockowy artysta oraz Najlepiej sprzedający się kanadyjski artysta. Na Juno Awards w 2005 zdobyła trzy nagrody (z pięciu nominacji).
Lavigne jest współautorką piosenki „Breakaway” napisanej dla Kelly Clarkson. Utwór znalazł się na ścieżce dźwiękowej do filmu Pamiętnik księżniczki 2: Królewskie zaręczyny oraz debiutanckim albumie Clarkson. Podczas Fashion Rocks w 2004 roku, zaśpiewała utwór „Iris” z repertuaru Goo Goo Dolls wraz z wokalistą zespołu – Johnem Rzeznikiem. Nagrała także piosenkę przewodnią do The SpongeBob SquarePants Movie.

### 2006-08:The Best Damn Thing
26 lutego 2006 roku Lavigne wystąpiła na ceremonii zamknięcia Zimowych Igrzysk Olimpijskich w Turynie, wykonując utwór „Who Knows”. Podczas nagrywania swojego trzeciego albumu, Fox Entertainment Group poprosiło ją o napisanie piosenki do filmu fantasy Eragon. Napisała i nagrała dwa utwory, jednak tylko jeden z nich „Keep Holding On”, znalazł się na ścieżce dźwiękowej do filmu. Potem przyznała jednak, że jej album będzie utrzymany w zupełnie innym klimacie niż utwór wykorzystany w filmie.
17 kwietnia 2007 ukazała się jej trzecia płyta pt. The Best Damn Thing. Pierwszym singlem z niej pochodzącym był międzynarodowy przebój „Girlfriend”. Przez sporą część fanów album został przyjęty chłodno, ze względu na radykalną zmianę stylu artystki. W przeciwieństwie do poprzednich wydawnictw piosenkarki, na płycie zawarto mniej osobistą i bardziej beztroską muzykę. Przebojami na skalę światową stały się również utwory „When You’re Gone”, „Hot” oraz „The Best Damn Thing”. Już w pierwszym tygodniu album zadebiutował na szczycie notowania Billboard 200. Album sprzedał się w ponad sześciu milionach egzemplarzy na całym świecie. Singiel „Girlfriend” stał się numerem jeden na notowaniu Billboard Hot 100. Szczyt list przebojów zdobył także w Kanadzie, Australii, Japonii i we Włoszech. Na samym teledysku do utworu piosenkarka zarobiła około dwa miliony dolarów. Do tej pory żaden inny singiel Lavigne nie osiągnął tak wielkiego sukcesu na światowym rynku. Sama piosenka doczekała się nagrania w siedmiu innych wersjach językowych – po francusku, niemiecku, hiszpańsku, portugalsku, włosku, japońsku oraz w języku chińskim. Drugim utworem, który również osiągnął światowy sukces jest „When You’re Gone”. Na notowaniach w Kanadzie, Australii, Włoszech i Wielkiej Brytanii utwór znalazł się w pierwszej dziesiątce. W tym okresie Lavigne wygrała prawie wszystkie nagrody do których była nominowana. Na World Music Awards wygrała w dwóch kategoriach – Najlepszy pop-rockowy artysta oraz Najlepiej sprzedający się kanadyjski artysta. Podczas MTV Europe Music Awards zwyciężyła w kolejnych dwóch kategoriach. Wygrała także jedną nagrodę na Teen Choice Awards i zyskała pięć nominacji do Juno Awards.
W 2008 roku wyruszyła w trasę koncertową The Best Damn Tour, podczas której powstał album Live in Toronto. 5 lipca 2008 odwiedziła po raz drugi Polskę, dając koncert we wrocławskiej Hali Stulecia.

### 2009-11:Goodbye Lullaby
Miesiąc po zakończeniu trasy The Best Damn Tour, Lavigne napisała i w swoim domowym studiu nagrała utwór „Black Star”, który został wykorzystany do promocji pierwszych perfum sygnowanych jej nazwiskiem o tej samej nazwie. W lipcu 2009 roku rozpoczęła prace nad czwartym albumem studyjnym. Owocem pracy było dziewięć utworów – m.in. „Fine”, „Darlin” i „Everybody Hurts”. Część utworów z czwartego albumu Lavigne napisała sama w okresie swojej młodości. Utwór „Darlin” był jedną z pierwszych piosenek napisanych przez Kanadyjkę. Napisała go w wieku 15 lat, kiedy mieszkała jeszcze w Napanee. Swój kolejny album zapowiedziała jako „inny niż wszystko, co do tej pory stworzyła”. Stwierdziła, że „łatwo się jej pisze pop-rockowe utwory, jednak tym razem chce zaprezentować fanom coś bardziej osobistego”. Większość piosenek na płycie to ballady nagrane za pomocą gitary akustycznej lub instrumentów klawiszowych. Wyjątek stanowi jeden utwór (i zarazem też pierwszy singiel z albumu) – „What the Hell”, który przypomina utwory Lavigne z poprzedniego albumu – The Best Damn Thing. „Dorosłam, a wraz ze mną moja muzyka”.
W 2010 roku napisała i nagrała utwór „Alice”, który znalazł się na soundtracku do filmu Alicja w Krainie Czarów. 28 lutego 2010 wystąpiła na ceremonii zamknięcia Zimowych Igrzysk Olimpijskich w Vancouver, wykonując utwory „My Happy Ending” i „Girlfriend”.
Data wydania albumu była wielokrotnie przekładana. Pierwotną datą jego wydania był listopad 2009. Kolejne przekładania dat doprowadziły do wydania albumu dopiero w 2011 roku. 31 grudnia 2010 ukazał się teledysk do pierwszego singla promującego czwarty album wokalistki – „What the Hell”. Utwór został wykonany przez piosenkarkę na żywo w noc sylwestrową podczas Dick Clark’s New Year’s Rockin’ Eve. 4 marca 2011 roku w Polsce (na świecie 8 marca) do sprzedaży trafił czwarty album wokalistki – Goodbye Lullaby. W porównaniu do poprzednich wydawnictw piosenkarki, album sprzedawał się słabo. Na całym świecie został sprzedany w ponad 1,3 mln egzemplarzy. Zadebiutował na czwartym miejscu na liście Billboard 200. Jako kolejne single wydano także utwory „Smile” i „Wish You Were Here”. W marcu 2012 ukazał się teledysk do utworu „Goodbye”, który nie został wydany jako singiel. Teledysk miał być podziękowaniem dla fanów za wsparcie okazane podczas promocji albumu.
Trasa promująca album nazywała się The Black Star Tour i trwała od kwietnia 2011 do lutego 2012.

### 2012–2013:Avril Lavigne
Trzy miesiące po wydaniu Goodbye Lullaby, Avril Lavigne poinformowała fanów o rozpoczęciu prac nad piątym studyjnym albumem. Stwierdziła, że pod względem muzycznym płyta będzie zupełnym przeciwieństwem jej czwartego albumu i ukaże się prawdopodobnie w 2012 roku. Pod koniec 2011 roku przeniosła się do wytwórni Epic Records. W lutym 2012 roku nawiązała współpracę z Davidem Hodgesem, byłym członkiem zespołu Evanescence oraz wokalistą i liderem zespołu Nickelback, swoim ówczesnym mężem – Chadem Kroegerem, z którymi napisała znaczną część utworów na nowy album. W kwietniu 2012 poinformowała o oficjalnym zakończeniu prac nad płytą oraz że wybiera się na krótki odpoczynek przed „kolejną artystyczną podróżą”. W październiku 2012 potwierdziła nagranie dwóch coverów na potrzeby anime One Piece Film: Z – „How You Remind Me” zespołu Nickelback oraz „Bad Reputation” z repertuaru Joan Jett. Pierwszy cover ukazał się 11 grudnia 2012, a „Bad Reputation” niczym nie różnił się od coveru nagranego przez artystkę pięć lat wcześniej.
Pierwszy singiel promujący album zatytułowany „Here’s To Never Growing Up” został wydany 9 kwietnia 2013. Teledysk do utworu miał premierę 9 maja 2013. W wywiadach udzielanych po wydaniu „Here’s To Never Growing Up” Lavigne ujawniła tytuły kolejnych utworów z piątego albumu – „Hello Kitty”, który „ma w sobie powiew muzyki elektronicznej oraz zawiera wstawki w języku japońskim”, „Bad Girl”, w którego tworzeniu udział brał także Marilyn Manson, „Let Me Go” – duet z jej byłym mężem Chadem Kroegerem z zespołu Nickelback i „Give You What You Like”, które opisała jako swój ulubiony utwór na albumie. 25 kwietnia 2013 w ramach promocji nowego singla, Lavigne wystąpiła w The Viper Room w Los Angeles. Na koncercie zaprezentowała kolejny utwór pochodzący z jej piątego albumu – „17”. 19 lipca 2013 roku na serwisie YouTube premierę miał drugi singiel promujący album – „Rock N Roll”. Swoją fizyczną premierę singiel miał 27 sierpnia 2013, równocześnie z premierą teledysku. Na płycie znalazły się też spokojne, pełne emocji utwory tj. „Hush Hush” czy „Falling Fast” oraz „Hello Heartache”.
Piąty album piosenkarki został zatytułowamy jej personaliami Avril Lavigne, a jego premiera miała miejsce 5 listopada 2013 roku. W sklepie Target można wykupić płytę limitowaną z dodatkowymi utworami, tj. akustyczna wersja „Rock 'N Roll”, cover Joan Jett „Bad Reputation” oraz cover zespołu Nickelback „How You Remind Me”. W Korei zostanie wydany także limitowany album, jednakże razem z DVD, na którym znajdą się 3 teledyski piosenek: „Here’s To Never Growing Up”, „Rock N Roll” oraz „Let Me Go”. Album rozszedł się ponad 500.000 nakładzie.

### 2017–19:Head Above Water
W marcu 2017 Avril Lavigne przeniosła się do wytwórni BMG. Ogłosiła także, że „wraca do korzeni” i zapowiedziała wydanie szóstego albumu. 6 września 2018 roku opublikowała list do fanów, w którym wyznała, że cierpi na boreliozę, a także ogłosiła „Head Above Water” pierwszym singlem zwiastującym wydawnictwo.
19 września 2018 roku Lavigne wydała piosenkę na singlu, a 27 września ukazał się obrazujący ją teledysk. W grudniu został wydany kolejny singel zwiastujący nowy materiał, zatytułowany „Tell Me It’s Over”. 12 lutego 2019 roku ukazał się trzeci singel pt. „Dumb Blonde”, w utworze gościnnie wystąpiła Nicki Minaj. 15 lutego został wydany szósty album Avril Head Above Water.

### 2021–22:Love Sux
3 listopada 2021 roku Lavigne ogłosiła, że podpisała kontrakt z wytwórnią Travisa Barkera, DTA Records. 10 listopada 2021 roku ukazał się singiel „Bite me” będący pierwszym zwiastunem nowego materiału. W styczniu 2022 roku został wydany kolejny singel promujący nowe wydawnictwo pt. „Love It When You Hate Me”. 25 lutego 2022 ukazał się siódmy album studyjny artystki zatytułowany Love Sux.

## Muzyka i teksty
W swojej muzyce Lavigne nawiązuje głównie do swoich osobistych przeżyć, problemów i wspomnień. Uważa, że jej teksty opowiadają o „byciu sobą bez względu na okoliczności oraz dążeniu do osiągnięcia swojego celu, nawet jeśli wszyscy mówią Ci, że jest to niemożliwe”. Na swoim debiutanckim albumie Let Go poruszyła tematykę problemów związanych z dorastaniem oraz zmianami, jakie nastąpiły w jej życiu. Swoim podejściem pokazywała swoją niezależność i niechęć do komercji, stanowiąc totalne przeciwieństwo pojawiających się wówczas współczesnych wykonawców muzyki pop. Po rozpoczęciu prac nad drugim studyjnym albumem powiedziała, że „jest zadowolona ze swojego debiutu, jednak nie odzwierciedla to w pełni jej potencjału jako kompozytorki i autorki tekstów” i zapowiedziała swój kolejny album jako znacznie cięższy, brzmieniem przypominający zawarte na debiutanckim albumie „Losing Grip” i „Unwanted”. Na swoim drugim albumie poruszyła tematy dotyczące jej osobistych problemów i uczuć. Przeciwieństwem był jej trzeci album studyjny – The Best Damn Thing. Od wydania albumu artystka radykalnie zmieniła swój wizerunek – zarówno muzyczny, jak i sceniczny, co nie spodobało się sporej części fanów. Stwierdziła, że „album stworzony jest myślą o dobrej zabawie”, a utwory na nim zawarte nie są tak osobiste jak poprzednie wydawnictwa piosenkarki. Kolejny album, Goodbye Lullaby opisała z kolei jako „głęboki i emocjonalny”, inny niż jej poprzednie albumy i najbardziej osobisty ze wszystkiego, co do tej pory stworzyła. Swój piąty album artystka zapowiada jako zróżnicowany stylistycznie i ambitniejszy od swoich poprzednich wydawnictw. „Na tym albumie śpiewam o rzeczach, o których nigdy wcześniej nie śpiewałam” – przyznała podczas jednego z wywiadów.
Dorastając, Lavigne słuchała m.in. Oasis, Dixie Chicks, Faith Hill i Alanis Morissette. Początkowo sama ukierunkowała się w stylu muzycznym zbliżonym do jej ówczesnych ulubionych wykonawców. Z czasem jednak wzrosło jej zainteresowanie muzyką rockową. Obecnie do jej ulubionych zespołów należą m.in. The Beach Boys, The Beatles, CCR, Ramones, U2 i Metallica. Wpływ na nią wywierają takie artystki jak Janis Joplin, Joan Jett oraz Courtney Love. Podczas wielu wywiadów wspominała także o swoim zamiłowaniu do muzyki jazzowej i takich artystów jak Frank Sinatra czy Rat Pack. Ze względu na jej styl i upodobania muzyczne, media błędnie zaczęły określać jej muzykę jako punk. Sama jednak wielokrotnie temu zaprzeczała. „Słucham dużo muzyki rockowej, można zauważyć jej wyraźne wpływy w moich utworach, ale nie jestem punkiem, a moja muzyka tym bardziej nie jest punkowa. Gatunkiem, który tworzę i chcę tworzyć jest pop-rock”.
Muzykę Lavigne ciężko zakwalifikować do jednego konkretnego gatunku. Ostatecznie media i czasopisma takie jak New York Times czy Rolling Stone określiły jej muzykę jako połączenie takich gatunków jak pop-rock i rock.

## Aktorstwo

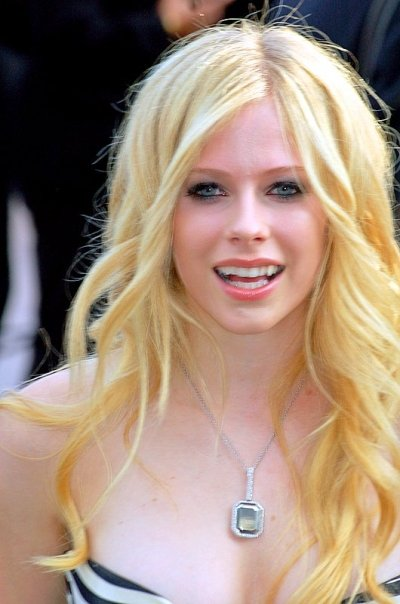
Avril Lavigne podczas 59. Międzynarodowego Festiwalu Filmowego w Cannes

W swojej karierze aktorskiej Lavigne zaliczyła dwie role drugoplanowe, dwie epizodyczne oraz jeden dubbing. Jej pierwszym występem w telewizji była rola cameo w serialu Sabrina, nastoletnia czarownica, gdzie pojawiła się wraz ze swoim zespołem, wykonując singiel „Sk8er Boi”. Rolę cameo dostała po raz drugi w 2004 roku w filmie Jazda na maksa, gdzie wykonała utwór „Losing Grip”. Na początku celowo starała się o role drugoplanowe, aby móc pomału zaistnieć w przemyśle filmowym. W listopadzie 2005 roku wygrała casting do filmu Drapieżnik. Przypadła jej rola Beatrice Bell, dziewczyny podejrzanego o gwałt i morderstwo mężczyzny. Obok Lavigne można zobaczyć tam takie osobistości jak Claire Danes czy Richard Gere. Premiera filmu odbyła się 22 listopada 2007. W grudniu 2005 roku dostała rolę drugoplanową w filmie Fast Food Nation, nakręconym na podstawie książki autorstwa Erica Schlossera o tym samym tytule. Autor opisał w książce historię barów szybkiej obsługi i skutki jedzenia fast foodów. Pokazał w niej, że zawładnęły one Amerykanami i wygrywają z rozumem. W filmie Lavigne wciela się w rolę Alice, studenckiej działaczki, która chce pomóc uratować zwierzęta przed przerobieniem na fast foody. Film miał swoją premierę w listopadzie 2006 roku. W 2006 roku podłożyła głos w filmie animowanym Skok przez płot, wzorowanym na komiksie o tym samym tytule. Postacią dubbingowaną przez artystkę była 16-letnia Heather, córka Oposa Ozziego.
Występ w filmach fabularnych spowodował, że w 2006 roku została zaproszona na 59. Międzynarodowy Festiwal Filmowy w Cannes. Sama przyznała, że czuła się zaszczycona, mogąc wziąć udział w takiej uroczystości i że jest dumna ze swojej pracy. Gdy ją spytano, czy ma zamiar kontynuować swoją karierę aktorską, odpowiedziała, że „ma jeszcze czas – na pewno zagra jeszcze jakąś rolę, ale póki co, chce się skupić na karierze muzycznej”.

## Teoria o podmianie
Według teorii spiskowej, która po raz pierwszy pojawiła się w 2005 r., Avril Lavigne zmarła na początku lat dwutysięcznych (dokładniej w 2003 roku) po premierze debiutanckiego albumu Let Go i została podmieniona przez Mellisę – niemal identyczną sobowtórkę – aby wytwórnia muzyczna dalej mogła zarabiać na Avril. O podmianie świadczyć mają: inny charakter pisma, inne zachowanie, operacje plastyczne, zmieniony wizerunek i przekaz podprogowy w jednej z jej piosenek. Piosenkarka przez lata unikała odpowiedzi na zarzuty sceptyków, ale ostatecznie w 2017 r. wyśmiała teorię, a w 2024 r. odniosła się do tej teorii w podcaście Call Her Daddy określając ją jako zabawną.

## Filantropia
Lavigne jest powiązana z wieloma fundacjami charytatywnymi – m.in. Make Some Noise, Amnesty International, Erase MS, Music Clearing Minefields oraz U.S. Campaign for Burma. Pojawiła się także w reklamach ALDO z YouthAIDS, aby zebrać pieniądze przeznaczone na edukowanie ludzi na całym świecie na temat HIV i AIDS. 28 listopada 2007 wystąpiła na koncercie charytatywnym Unite Against AIDS w Montrealu. Charytatywna działalność artystki przejawia się także w muzyce. Już na początku swojej kariery na potrzeby kompilacji War Child’s Peace Songs nagrała cover utworu „Knockin’ on Heaven’s Door” z repertuaru Boba Dylana. Po raz drugi charytatywnie udzieliła się w 2007 roku, nagrywając cover Johna Lennona – „Imagine”, który znalazł się na albumie kompilacyjnym Instant Karma: The Amnesty International Campaign to Save Darfur. Płyta powstała na potrzeby kampanii Amnesty International, aby załagodzić kryzys w Darfurze. 5 grudnia 2009 wystąpiła na największym festiwalu charytatywnym Ameryki Łacińskiej – Teleton, który odbył się w Meksyku. Podczas występu wykonała akustyczne wersje swoich największych przebojów – „Complicated” i „Girlfriend” wraz ze swoim przyjacielem Evanem Taubenfeldem oraz gitarzystą jej koncertowego zespołu – Jimem Jim McGormanem. W 2010 roku była jednym z kanadyjskich artystów, którzy brali udział w nagrywaniu coveru „Wavin’ Flag” z repertuaru K’naan. Utwór powstał w celu zebrania pieniędzy dla licznych organizacji charytatywnych, aby pomóc ofiarom Trzęsienia ziemi na Haiti.
Dnia 14 września 2010 roku Lavigne oficjalnie ogłosiła działanie fundacji charytatywnej The Avril Lavigne Foundation, której celem jest wspieranie dzieci i młodzieży żyjącej z ciężkimi schorzeniami bądź kalectwem. Fundacja współpracuje z trzema dużymi fundacjami – Nancy Davis Foundation, Make-A-Wish America i Easter Seals HQ. Celem fundacji jest m.in. szanowanie potrzeb wszystkich dzieci i młodzieży, tworzenie szans dla dzieci i młodzieży z poważnymi schorzeniami bądź kalectwem w celu realizacji ich marzeń oraz dawanie dzieciom i ich rodzinom siły, aby zmierzyć się z codziennymi wyzwaniami.

## Produkty i marki

### Fender Avril Lavigne Telecaster
Na początku 2008 roku Lavigne uruchomiła własną linię gitar firmy Fender. Model należy do serii Telecaster, a jego pełna nazwa brzmi Fender Avril Lavigne Telecaster. W 2012 roku stworzyła drugi model sygnowany jej nazwiskiem. Instrumenty różnią się od siebie wizualnie.

### Abbey Dawn

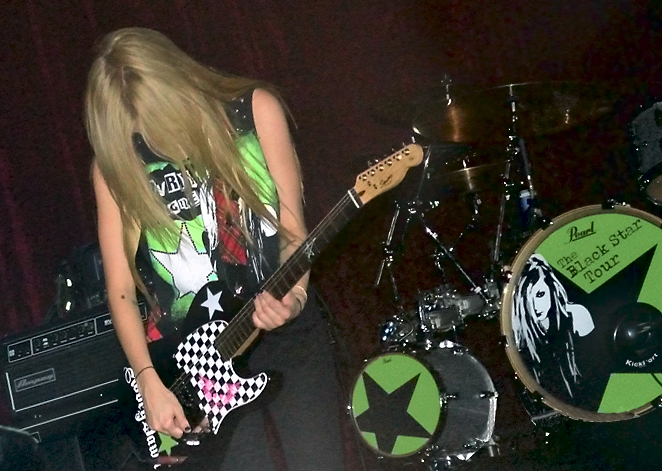
Lavigne w ubraniach z linii Abbey Dawn podczas koncertu w 2011 roku

W roku 2008 w lipcu powstała jej własna linia odzieżowa – Abbey Dawn – nazwa marki wzięła się od przezwiska wokalistki z dzieciństwa. Na pomysł stworzenia linii ubrań wpadła amerykańska firma Kohl’s, która zaproponowała piosenkarce stworzenie ubrań wyłącznie dla butików firmy. Kolekcja ubrań oferuje m.in. koszulki, koszule, spodnie, bluzy, kurtki, kamizelki, sukienki, a także dodatki – naszyjniki, bransoletki, pierścionki, kolczyki, okulary, paski, torebki i zegarki. Projekty marki są autorstwa samej Lavigne. Linia podzielona została na dwie kategorie – ubrania dla nastolatek i ubrania dla dziewczynek. Część ubrań dla dziewczynek to mniejsza wersja ubrań dla nastolatek, jednak kolekcje przeznaczone dla nastolatek są znacznie bardziej rozbudowane i składają się z większej liczby projektów. Początkowo twarzą marki była tylko i wyłącznie Lavigne. Piosenkarka brała udział w specjalnych sesjach zdjęciowych, gdzie pozowała w ubraniach z Abbey Dawn, jednak z czasem zaczęły zastępować ją inne, mniej znane modelki. W 2008 i 2009 roku piosenkarka wzięła udział w kilku większych sesjach promujących kolekcje. W 2010 roku pozowała już tylko do jednej sesji i stworzyła kolekcję nazwaną Abbey Dawn for Alice in Wonderland, wzorowaną na motywie przewodnim z filmu Alicja w Krainie Czarów. Ubrania były sprzedawane w czasie promocji filmu, a ich liczba była ograniczona.

### Perfumy
Black Star to pierwsze perfumy sygnowane nazwiskiem Lavigne, stworzone na licencji firmy Procter & Gamble. Swoją premierę miały w lipcu 2009 roku. Opierają się na zapachu różowego kwiatu hibiskusa, czarnej śliwki i gorzkiej czekolady. W lipcu 2010 roku na rynku pojawił się drugi zapach artystki – Forbidden Rose. Składa się on m.in. z czerwonego jabłka, wina brzoskwiniowego, czarnej papryki i Kwiatu Lotosu. Trzeci zapach o nazwie Wild Rose został przedstawiony przez autorkę w sierpniu 2011 roku. Zapach składa się m.in. z mandarynki, śliwek i czerwonego grejpfruta.

## Życie prywatne
W wieku 17 lat, zaprzyjaźniła się z Deryckiem Whibleyem – wokalistą i gitarzystą zespołu Sum 41. Para zaczęła się spotykać w lutym 2004 roku. 27 czerwca 2005 roku, podczas ich pobytu w Wenecji, oficjalnie się zaręczyli. 15 lipca 2006 roku narzeczeni wzięli ślub. Wesele odbyło się w prywatnej posiadłości w Montecito, w Kalifornii. 7 miesięcy po zawarciu małżeństwa, Lavigne żartobliwie nawiązując do tytułu swojego trzeciego albumu powiedziała, że jest „najlepszą cholerną rzeczą, jaka mogła się mu przydarzyć” oraz zasugerowała, że w dużym stopniu pomogła Whibleyowi wyjść z uzależnienia od narkotyków. Małżeństwo trwało niecałe trzy lata. Dnia 17 września 2009 para oficjalnie ogłosiła separację. Niecały miesiąc później Lavigne złożyła pozew o rozwód, który został sfinalizowany 16 listopada 2010 roku. Dawni małżonkowie pozostali jednak przyjaciółmi i są nimi do dzisiaj.
Wiosną 2010 roku, będąc w separacji z Whibleyem, Lavigne zaczęła się spotykać z Brodym Jennerem, jednak ich związek rozpadł się na początku 2012 roku.
W lipcu 2012 roku związała się z Chadem Kroegerem, liderem i wokalistą zespołu Nickelback. Poznali się podczas współpracy nad piątą płytą Lavigne, na początku 2012 roku. Ich związek ujrzał światło dzienne dnia 22 sierpnia 2012 roku – gdy oficjalnie ogłosili swoje zaręczyny, które miały miejsce 8 sierpnia 2012. Ich ślub odbył się 1 lipca 2013 roku w zamku Château La Napoule, znajdującym się w Mandelieu-la-Napoule, na południu Francji. W 2015 roku Lavigne wniosła pozew o rozwód.

## Zespół

### Obecni członkowie
- Al Berry – gitara basowa, wokal wspierający (od 2007)
- Rodney Howard – perkusja, wokal wspierający (od 2007)
- Stephen Anthony Ferlazzo Jr. – keyboard, wokal wspierający (od 2007)
- Jim McGorman – gitara, wokal wspierający (od 2007)
- Steve Fekete – gitara prowadząca, wokal wspierający (od 2008)
- Sofia Toufa – wokal wspierający, tancerka (od 2007)
- Lindsay Blaufarb – wokal wspierający, tancerka (od 2007)
- Kate Roven – wokal wspierający, tancerka (od 2005)

### Byli członkowie
- Mark Spicoluk – gitara basowa, wokal wspierający (2002)
- Jesse Colburn – gitara (2002–2003)
- Evan Taubenfeld – gitara prowadząca, wokal wspierający (2002–2004)
- Craig Wood – gitara, wokal wspierający (2003–2007)
- Matthew Brann – perkusja (2002–2007)
- Charlie Moniz – gitara basowa (2002–2007)
- Mary Vent – perkusja (2003–2006)
- Devin Bronson – gitara prowadząca, wokal wspierający (2004 -2008)

## Dyskografia
Albumy
- Let Go (2002)
- Under My Skin (2004)
- The Best Damn Thing (2007)
- Goodbye Lullaby (2011)
- Avril Lavigne (2013)
- Head Above Water (2019)
- Love Sux (2022)